# Diözese St Albans

Wappen

Die Diözese St Albans ist eine Diözese der Church of England in der Province of Canterbury. Ihr Sitz ist die Abtei von St Albans in der südenglischen Stadt St Albans. Das Amt des Diözesanbischofs ist derzeit Vakant, zuletzt hatte es von 2009 bis Mai 2025 Alan Smith inne.

## Gebiet
Das Gebiet der Diözese umfasst Hertfordshire (ohne einen Teil von Broxbourne), Bedfordshire und einen Teil von Barnet.
Es gibt Suffraganbischöfe in Bedford und Hertford.
Archidiakonate gibt es für Bedford, Hertford und St Albans.

## Geschichte
Die Abtei von St Albans wurde im Zuge der Auflösung der englischen Klöster unter Heinrich VIII. 1539 aufgehoben und zunächst in eine Schule umgewandelt, später bestand nur die Abteikirche weiter. Trotz ihrer großen historischen Bedeutung wurde die Kirche erst 1550 in den Rang einer Pfarrkirche erhoben. Das Bistum St Albans wurde am 4. Mai 1877 aus Teilen von Rochester errichtet. Erster Bischof der Diözese war Thomas Claughton.